# Bundas
Bundas foi um município da província do Moxico, em Angola, com sede na cidade de Lumbala Guimbo.
Tinha 37 817 km² e cerca de 4 mil habitantes. Era limitado a norte pelos municípios do Moxico e Alto Zambeze, a leste pela República da Zâmbia, a sul pelos municípios de Rivungo e Mavinga, e a oeste pelo município de Luchazes.
O município era constituído pela comuna-sede, correspondente à cidade de Lumbala Guimbo, e pelas comunas de Lutembo, Chiume, Luvuei, Ninda, Mussuma e Sessa.
A reforma administrativa-territorial de 2024 extinguiu o município, com sua jurisdição sendo transferida para o novo município de Lumbala Guimbo.